# 吕讷赖
吕讷赖（法語：Luneray，法語發音：[lunʁɛ]）是法国诺曼底大区滨海塞纳省的一个市镇，属于迪耶普区。 

## 地理
吕讷赖（49°49'43"N, 0°54'47"E）面积5.08 平方千米，位于法国诺曼底大区滨海塞纳省，迪耶普西南约18千米，D70、D4和D27公路交汇处。TER铁路服务于该地。
与吕讷赖接壤的市镇（或旧市镇、城区）包括：布拉希、拉加亚尔德、格勒维尔、格吕谢圣西梅翁、格尔。
吕讷赖的时区为UTC+01:00、UTC+02:00（夏令时）。

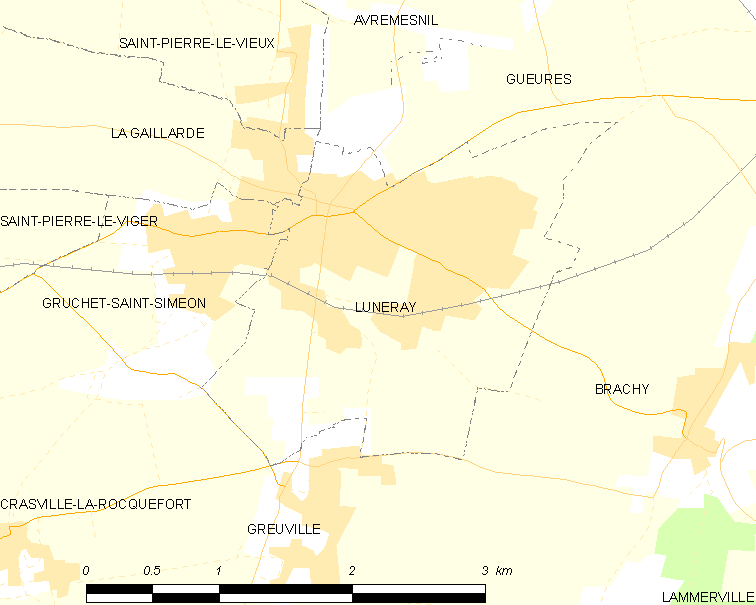
吕讷赖的OSM定位图

## 行政
吕讷赖的邮政编码为76810，INSEE市镇编码为76400。

## 政治
吕讷赖所属的省级选区为吕讷赖县，同时也是该县的中央投票站所在地。

## 人口

1962-2008年间吕讷赖人口变化图示

吕讷赖于2022年1月1日时的人口数量为2166人。